# Souax
Souax – miejscowość (plaats) w dystrykcie Bandabou, w kraju autonomicznym Curaçao, należącym do Holandii, w Ameryce Południowej. 20 października 2023 r. liczyła 4975 mieszkańców.
W pobliżu znajduje się stanowisko archeologiczne Rooi Rincón.

## Osady
Cztery osady (wijk) należą do miejscowości:
- Gatu
- Serʼi Kandela
- Souax-Oost
- Souax-West